# Tabiona
Tabiona é uma cidade  localizada no estado norte-americano de Utah, no Condado de Duchesne.

## Demografia
Segundo o censo norte-americano de 2000, a sua população era de 149 habitantes.
Em 2006, foi estimada uma população de 155, um aumento de 6 (4.0%).

## Geografia
De acordo com o United States Census Bureau tem uma área de
0,3 km², dos quais 0,3 km² cobertos por terra e 0,0 km² cobertos por água. Tabiona localiza-se a aproximadamente 1986 m acima do nível do mar.

## Localidades na vizinhança
O diagrama seguinte representa as localidades num raio de 52 km ao redor de Tabiona.